# USS Tilefish (SS-307)
USS Tilefish (SS-307) là một  tàu ngầm lớp Balao từng phục vụ cùng Hải quân Hoa Kỳ trong Chiến tranh Thế giới thứ hai. Nó là chiếc tàu chiến duy nhất của Hải quân Hoa Kỳ được đặt cái tên này, theo tên một họ thuộc bộ Cá vược. Nó đã phục vụ trong suốt Thế Chiến II, thực hiện tổng cộng sáu chuyến tuần tra, đánh chìm hai tàu Nhật Bản với tổng tải trọng 1.019 tấn, và tiếp tục phục vụ trong các cuộc Chiến tranh Lạnh và Chiến tranh Triều Tiên cho đến năm 1960. Con tàu được chuyển cho Venezuela và tiếp tục hoạt động như là chiếc ARV Carite (S-11) cho đến năm 1977, khi nó ngừng hoạt động và tháo dỡ để làm nguồn phụ tùng. Tilefish được tặng thưởng năm Ngôi sao Chiến trận do thành tích phục vụ trong Thế Chiến II, và thêm một Ngôi sao Chiến trận khác khi hoạt động trong cuộc Chiến tranh Triều Tiên.

## Thiết kế và chế tạo
Thiết kế của lớp Balao được cải tiến dựa trên  tàu ngầm lớp Gato dẫn trước, là một kiểu tàu ngầm hạm đội có tốc độ trên mặt nước cao, tầm hoạt động xa và vũ khí mạnh để tháp tùng hạm đội chiến trận. Khác biệt chính so với lớp Gato là ở cấu trúc lườn chịu áp lực bên trong dày hơn, và sử dụng thép có độ đàn hồi cao (HTS: High-Tensile Steel), cho phép lặn sâu hơn đến 400 ft (120 m). Con tàu dài 311 ft 9 in (95,02 m) và có trọng lượng choán nước 1.526 tấn Anh (1.550 t) khi nổi và 2.424 tấn Anh (2.463 t) khi lặn. Chúng trang bị động cơ diesel dẫn động máy phát điện để cung cấp điện năng cho bốn động cơ điện, đạt được công suất 5.400 shp (4.000 kW) khi nổi và 2.740 shp (2.040 kW) khi lặn, cho phép đạt tốc độ tối đa 20,25 hải lý trên giờ (37,50 km/h) và 8,75 hải lý trên giờ (16,21 km/h) tương ứng. Tầm xa hoạt động là 11.000 hải lý (20.000 km) khi đi trên mặt nước ở tốc độ 10 hải lý trên giờ (19 km/h) và có thể hoạt động kéo dài đến 75 ngày.
Tương tự như lớp Gato dẫn trước, lớp Balao được trang bị mười ống phóng ngư lôi 21 in (530 mm), gồm sáu ống trước mũi và bốn ống phía phía đuôi tàu, chúng mang theo tối đa 24 quả ngư lôi. Vũ khí trên boong tàu gồm một hải pháo 4 inch/50 caliber, một khẩu pháo phòng không Bofors 40 mm nòng đơn và một khẩu đội Oerlikon 20 mm nòng đôi, kèm theo hai súng máy .50 caliber. Trên tháp chỉ huy, ngoài hai kính tiềm vọng, nó còn trang bị ăn-ten radar SD phòng không và SJ dò tìm mặt biển. Tiện nghi cho thủy thủ đoàn bao gồm điều hòa không khí, thực phẩm trữ lạnh, máy lọc nước, máy giặt và giường ngủ cho hầu hết mọi người, giúp họ chịu đựng cái nóng nhiệt đới tại Thái Bình Dương cùng những chuyến tuần tra kéo dài đến hai tháng rưỡi.
Tilefish được đặt lườn tại Xưởng hải quân Mare Island ở Vallejo, California vào ngày 10 tháng 3, 1943. Nó được hạ thủy vào ngày 25 tháng 10, 1943, được đỡ đầu bởi bà Wilson D. Leggett, và được cho nhập biên chế cùng Hải quân Hoa Kỳ vào ngày 28 tháng 12, 1943 dưới quyền chỉ huy của Hạm trưởng, Thiếu tá Hải quân Roger Myers Keithly.

## Lịch sử hoạt động

### 1944

#### Chuyến tuần tra thứ nhất
Sau khi hoàn tất việc chạy thử máy huấn luyện tại vùng biển ngoài khơi California trong tháng 2 và tháng 3, 1944, Tilefish khởi hành để đi sang quần đảo Hawaii, và lên đường từ căn cứ Trân Châu Cảng vào ngày 3 tháng 4 cho chuyến tuần tra đầu tiên tại vùng biển chính quốc Nhật Bản. Đang khi tấn công một tàu chở hành khách đối phương bằng ngư lôi về phía Đông Honshū vào ngày 11 tháng 5, nó gặp trục trặc kỹ thuật ngập nước một số khoang và chìm xuống đến độ sâu 580 ft (180 m) trước khi lấy lại được quyền kiểm soát con tàu. Né tránh được đòn phản công do vô tình lặn dưới độ sâu các quả mìn sâu, con tàu tiếp tục chuyến tuần tra, nhưng hoàn cảnh thời tiết bất lợi, gặp những trục trặc kỹ thuật, và thương xuyên đụng độ với máy bay tuần tra, nó chuyển đến khu vực phía Bắc quần đảo Mariana trong các ngày 19 và 20 tháng 5, rồi kết thúc chuyến tuần tra khi đi đến Majuro vào ngày 29 tháng 5, nơi nó được tái trang bị cặp bên mạn tàu tiếp liệu tàu ngầm Bushnell (AS-15).

#### Chuyến tuần tra thứ hai
Rời Majuro vào ngày 22 tháng 6 cho chuyến tuần tra thứ hai, Tilefish hoạt động trong thành phần một đội tấn công phối hợp "Bầy sói" vốn bao gồm các tàu ngầm Sawfish (SS-276) và Rock (SS-274) để tuần tra tại khu vực eo biển Luzon. Sau khi băng qua đảo Batan và eo biển Bashi, vào sáng ngày 18 tháng 7, nó tấn công một đoàn tàu vận tải với một loạt ngư lôi và ghi được hai quả trúng đích. Đến 10 giờ 50 phút, nó phóng ngư lôi tấn công một tàu frigate vốn đang truy đuổi theo tàu ngầm Rock; hai quả ngư lôi đánh trúng chỉ đủ để gây hư hại mà chưa thể đánh chìm Tàu phòng vệ duyên hải số 16. Bị máy bay tuần tra đối phương truy lùng, Tilefish buộc phải lặn sâu để né tránh.
Trong những ngày tiếp theo, Tilefish tuần tra tại vùng biển phía Đông Đài Loan. Vào ngày 26 tháng 7, nó chứng kiến tàu ngầm Sawfish phóng ba quả ngư lôi tiêu diệt tàu ngầm I-29, là một trong số sáu tàu ngầm phe Trục tham gia trao đổi kỹ thuật liên đại dương. Khi Sawfish báo cáo phát hiện một đoàn tàu vận tải ngoài khơi Luzon vào ngày 31 tháng 7, Tilefish lên đường để đánh chặn nhưng không tìm thấy mục tiêu. Nó đi đến Midway để được tiếp nhiên liệu trước khi về đến Trân Châu Cảng vào ngày 15 tháng 8.

#### Chuyến tuần tra thứ ba
Trong chuyến tuần tra thứ ba từ ngày 10 tháng 9 đến ngày 24 tháng 10 tại khu vực biển Okhotsk và dọc theo quần đảo Kuril, Tilefish gặp phải thời tiết bất lợi khi biển động với những cơn sóng cao 30–40 ft (9,1–12,2 m). Nó đã tiêu diệt một tàu đánh cá bằng hải pháo 4-inch vào ngày 23 tháng 9, rồi sang đầu tháng 10 lại tiếp tục đánh chìm hai tàu chở hàng nhỏ khi chúng rời vịnh Hitokappu tại đảo Iturup. Đến ngày 14 tháng 10, nó tiếp tục đánh chìm một tàu chở hàng nhỏ và một tàu săn ngầm gỗ, rồi ba ngày sau đó đã dùng hải pháo phá hủy một tàu bị mắc cạn trên bãi biển. Chiếc tàu ngầm quay trở về Midway để kết thúc chuyến tuần tra.

#### Chuyến tuần tra thứ tư
Xuất phát từ Midway vào ngày 15 tháng 11 cho chuyến tuần tra thứ tư tại vùng biển quần đảo Kuril, Tilefish tiếp tục bị ảnh hưởng bởi thời tiết băng giá vùng cực Bắc, tầm nhìm kém và gió giật mạnh, nhiều lần phải đi ngầm để tránh những cơn sóng cao. Nó tiến vào biển Okhotsk vào ngày 25 tháng 11 để tuần tra dọc bờ biển đảo Simushir nhưng không bắt gặp mục tiêu nào, rồi đi xuống phía Nam vào ngày 16 tháng 12. Vào ngày 22 tháng 12, nó đã phóng ngư lôi đánh chìm tàu phóng lôi Chidori tại vị trí cách 90 mi (140 km) về phía Tây Nam Yokosuka, tại tọa độ 34°30′B 138°02′Đ / 34,5°B 138,033°Đ.  Chiếc tàu ngầm sau đó phải lặn sâu để né tránh phản công bằng bom và mìn sâu của đối phương. Nó rời khu vực tuần tra vào ngày 24 tháng 12 và về đến Trân Châu Cảng vào ngày 2 tháng 1, 1945.

### 1945

#### Chuyến tuần tra thứ năm
Sau khi được tái trang bị cặp bên mạn tàu tiếp liệu tàu ngầm Orion (AS-18), Tilefish lên đường vào ngày 31 tháng 1 để hướng sang khu vực quần đảo Mariana, nơi nó hoạt động trong thành phần một đội tấn công phối hợp "Bầy sói" vốn bao gồm các tàu ngầm Thresher (SS-200) và Peto (SS-265). Trên đường đi nó đã tham gia tìm kiếm đội bay một máy bay bị rơi trên biển. Xuất phát từ Saipan vào ngày 13 tháng 2, nó tuần tra dọc khu vực quần đảo Ryūkyū, và đánh chìm một tàu chở hàng 90 tấn bằng hải pháo vào sáng ngày 28 tháng 2.
Chuyển sang nhiệm vụ tìm kiếm và giải cứu phục vụ cho chiến dịch không kích của các tàu sân bay xuống quần đảo Amami, vào ngày 1 tháng 3, Tilefish đã giải cứu một phi công từ tàu sân bay Hancock (CV-19) bị bắn rơi xuống biển chỉ cách chiếc tàu ngầm 500 yd (460 m). Nó đã phá hủy một tàu đánh cá bằng hải pháo vào ngày 4 tháng 3, và sang ngày hôm sau lại tiếp tục đánh chìm một tàu quét mìn đang hộ tống một tàu buôn. Từ ngày 10 đến ngày 19 tháng 3, nó lại phục vụ tìm kiếm và giải cứu cho các đợt không kích xuống Nagoya cùng các mục tiêu khác tại chính quốc Nhật Bản. Sau khi tuần tra lối ra vào vịnh Tokyo vào ngày 22 tháng 3, nó lên đường quay trở về Hoa Kỳ ngang qua Midway và Trân Châu Cảng, rồi được đại tu tại San Francisco, California.

#### Chuyến tuần tra thứ sáu
Sau khi hoàn tất công việc trong xưởng tàu, Tilefish quay trở lại Trân Châu Cảng vào ngày 11 tháng 7, và tiếp tục lên đường đi Midway và Saipan cho chuyến tuần tra thứ sáu. Khi Nhật Bản chấp nhận đầu hàng vào ngày 15 tháng 8, giúp chấm dứt vĩnh viễn cuộc xung đột, nó đang hoạt động tìm kiếm và giải cứu ngoài khơi quần đảo Ryūkyū, và vẫn tiếp tục nhiệm vụ giải cứu và tuần tra tại khu vực Tây Thái Bình Dương cho đến ngày 7 tháng 9, khi nó quay trở về Trân Châu Cảng.

### 1946 - 1950
Vào đầu năm 1946, Tilefish quay trở về San Francisco, California và hoạt động ngoài khơi vùng bờ Tây trong gần một năm. Vào tháng 5, bó tham gia thực hành chiến thuật "Bầy sói", rồi đến tháng 9 lại huấn luyện bắn ngư lôi sử dụng chiếc SS Schuyler Colfax như mục tiêu thực hành. Nó thực hiện một chuyến đi ngắn đến khu vực quần đảo Hawaii trong tháng 10 trước khi quay trở về vùng bờ Tây, rồi trong giai đoạn từ tháng 1, 1947 đến tháng 9, 1950 lại tiếp tục hoạt động tại vùng bờ biển California, xen kẻ với những chuyến đi sang Trân Châu Cảng. 

### Chiến tranh Triều Tiên
Sau khi cuộc Chiến tranh Triều Tiên nổ ra vào tháng 6, 1950, Tilefish khởi hành từ Trân Châu Cảng vào ngày 5 tháng 9 để đi sang Nhật Bản. Từ ngày 28 tháng 9, 1950 đến ngày 24 tháng 3, 1951, nó hoạt động từ các cảng Nhật Bản để hỗ trợ cho các chiến dịch của lực lượng Liên Hiệp Quốc, thực hiện những chuyến tuần tra trinh sát eo biển La Pérouse để theo dõi hoạt động của Hải quân Liên Xô trong khu vực.

### 1952 - 1960
Sau khi hoàn tất lượt biệt phái, Tilefish quay trở lại hoạt động thường lệ tại vùng bờ Tây và vùng biển Hawaii cho đến năm 1957. Nó thực hiện chuyến viếng thăm thiện chí đến Acapulco, Mexico vào đầu tháng 6, 1956. Sau khi được đại tu, nó khởi hành vào tháng 4, 1957 để thực hiện một chuyến đi sang Viễn Đông, viếng thăm nhiều cảng Nhật Bản và quần đảo Ryūkyū trước khi quay trở về San Diego, California vào ngày 27 tháng 9, 1957. Chiếc tàu ngầm lại lên đường vào ngày 16 tháng 9, 1958, đi ngang qua Trân Châu Cảng và Midway để đến khu vực quần đảo Marshall. Với bốn hành khách là những nhà địa vật lý thuộc Văn phòng Thủy văn, nó tiến hành khảo sát ngầm tại các vùng biển Eniwetok, đảo Wake và Midway trong gần ba tháng. Nó quay trở về San Diego, California vào ngày 5 tháng 12, 1958, và chuẩn bị để ngừng hoạt động.
Tilefish được cho xuất biên chế vào ngày 12 tháng 10, 1959, được đại tu tại Xưởng hải quân San Francisco, rồi tái biên chế trở lại vào ngày 30 tháng 1, 1960.  Con tàu được cho xuất biên chế lần sau cùng vào tháng 5, 1960, rút tên khỏi danh sách Đăng bạ Hải quân vào ngày 1 tháng 12, 1960, rồi được bán cho Venezuela.

### ARVCarite(S-11)
Tilefish tiếp tục phục vụ cùng Hải quân Venezuela như là chiếc ARV Carite (S-11) trong suốt 16 năm tiếp theo. Nó ngừng hoạt động vào ngày 28 tháng 1, 1977, rồi bị tháo dỡ để làm nguồn phụ tùng.

## Phần thưởng
Tilefish được tặng thưởng năm Ngôi sao Chiến trận do thành tích phục vụ trong Thế Chiến II, và thêm một Ngôi sao Chiến trận khác khi hoạt động trong cuộc Chiến tranh Triều Tiên. Nó được ghi công đã đánh chìm hai tàu Nhật Bản với tổng tải trọng 1.019 tấn.
|             |  |             |
| Silver star |  | Bronze star |

| Dãi băng Hoạt động Tác chiến                                            | Dãi băng Hoạt động Tác chiến         | Huân chương Chiến dịch Hoa Kỳ        | Huân chương Chiến dịch Hoa Kỳ                            |
| Huân chương Chiến dịch Châu Á-Thái Bình Dương với 5 Ngôi sao Chiến trận | Huân chương Chiến thắng Thế Chiến II | Huân chương Chiến thắng Thế Chiến II | Huân chương Phục vụ Triều Tiên với 1 Ngôi sao Chiến trận |